# ADEC
Stowarzyszenie Rozwoju Kultury - ADEC (fr. Association pour le Développement Culturel) – stowarzyszenie świeckie, apolityczne, non-profit, działające na rzecz promocji i ochrony kultury i sztuki czadyjskiej.

## Struktura ADEC
Prezesem i założycielem ADEC jest Béchir Madet. Siedziba stowarzyszenia znajduje się w Ndżamenie. 
Organy:
- Walne Zgromadzenie
- Komitet Wykonawczy

## Cele ADEC
- promocja i ochrona czadyjskiej sztuki i kultury
- zachęcanie do profesjonalizacji zawodów artystycznych
- zarządzanie artystami i grupami sztuki poprzez organizacje imprez i festiwali
- wspieranie artystów i upowszechnianie dzieł artystycznych
- wspieranie i podnoszenie świadomości w zakresie rozwoju społeczno-kulturalnego
- wspieranie kobiet czadyjskich poprzez kulturę (tradycyjne stroje, tkactwo, sztuki kulinarne)
- produkcja filmów dokumentalnych na temat tradycyjnych praktyk kulturowych
- świadczenie usług w dziedzinie sztuki i kultury
- współtworzenie mediów audiowizualnych o folklorze i muzyce współczesnej
- wspieranie i podnoszenie świadomości w zakresie ekonomicznego wymiaru działalności kulturalnej
- promowanie wymiany kulturalnej między Czadem a światem[3]

## Projekty
- Nagroda Literacka Josepha Brahima Seida - nagroda przyznawana corocznie od 2015 młodym twórcom[4].